# Final Call (The Lost Tapes)
Albums de AZ
Undeniable
(2008) Anthology (B-Sides & Unreleased)
(2008)

Final Call (The Lost Tapes) est le huitième album studio d'AZ, sorti le 11 novembre 2008.
Cet album, enregistré en 2003 et 2004, devait être publié en 2004 mais ne l'a pas été en raison d'une diffusion sur Internet et dans la presse deux mois avant sa sortie.

## Liste des titres
| No  | Titre                                                               | Contient un (des) sample(s) de                           | Durée |
| --- | ------------------------------------------------------------------- | -------------------------------------------------------- | ----- |
| 1.  | Freedom (featuring Lemon – Produit par Tone Mason)                  |                                                          | 1:30  |
| 2.  | Talkin' Gangsta (featuring Tony Sunshine – Produit par Metaphysic)  | Ojos Chinos d'El Gran Combo De Puerto Rico               | 3:49  |
| 3.  | Quiet Money Anthem (featuring Nu & Young – Produit par Tone Mason)  |                                                          | 4:24  |
| 4.  | Seems That Way (Produit par Frado)                                  | Easier to Love de Sister Sledge                          | 4:07  |
| 5.  | I Am AZ (Produit par AZ)                                            |                                                          | 1:47  |
| 6.  | Gangsta MC's (Interlude) (featuring Lemon)                          |                                                          | 1:24  |
| 7.  | Live Wire (Produit par Buckwild)                                    | Eleanor Rigby de Bobby Taylor                            | 3:20  |
| 8.  | Magic Hour (featuring CL Smooth – Produit par Tone Mason)           |                                                          | 3:08  |
| 9.  | Girls R Free (Produit par Baby Paul)                                |                                                          | 4:05  |
| 10. | You Know (featuring Rell – Produit par Baby Paul)                   | Get This Thing Down des Olympic Runners                  | 4:06  |
| 11. | Omega (Produit par Tone Mason)                                      | Me for You des Emotions                                  | 2:37  |
| 12. | The Truth (featuring Ralo – Produit par DJ Absolut et Young Calvin) | Move Over des Soul Children                              | 4:29  |
| 13. | No Strings (Produit par Baby Paul)                                  | See You When I Git There de Lou Rawls                    | 4:29  |
| 14. | Side 2 Side (featuring Ron G – Produit par AZ et Deo)               |                                                          | 3:56  |
| 15. | Let Me Know (Produit par AZ et GV)                                  | At Your Best (You Are Love) d'Aaliyah featuring R. Kelly | 4:18  |